# Joseph Malis
Joseph „Joe“ Malis (geb. vor 1987) ist ein ehemaliger US-amerikanischer Basketballspieler.

## Laufbahn
Zwischen 1978 und 1982 absolvierte Malis ein Wirtschaftsstudium an der Clarion University of Pennsylvania und war Leistungsträger der dortigen Basketball-Hochschulmannschaft in der Collegeliga NCAA Division 2. Zu seinen Mannschaftskollegen zählte der spätere Startrainer John Calipari. Mit 1411 erzielten Punkten in vier Jahren lag Malis auf dem fünften Rang der „ewigen Korbjägerliste“ Clarions, als er die Mannschaft im Anschluss an die Saison 1981/82 verließ. In seinem Abschlussspieljahr führte der 1,95 Meter große Flügelspieler Clarion mit einem Punkteschnitt von 23 je Begegnung an.
Von 1982 bis 1987 spielte Malis beim DTV Charlottenburg und erzielte in der Basketball-Bundesliga insgesamt 2281 Punkte. Nach der Rückkehr in sein Heimatland wurde er beruflich im Bank- und Finanzwesen tätig.